# Polyporivora ornata
Polyporivora ornata är en tvåvingeart som först beskrevs av Johann Wilhelm Meigen 1838.  Polyporivora ornata ingår i släktet Polyporivora och familjen svampflugor. Arten är reproducerande i Sverige. Inga underarter finns listade i Catalogue of Life.